# Pontocaspische dolkworm
De pontocaspische dolkworm (Potamothrix vejdovskyi) is een ringworm uit de familie van de Naididae. De wetenschappelijke naam van de soort is voor het eerst geldig gepubliceerd in 1941 door Hrabe.